# Осова (Сарненський район)
Осова́ — село в Україні, у Дубровицькій міській громаді Сарненського району Рівненської області. До 2020 підпорядковувалося Осівській сільській раді. Відповідно до Розпорядження Кабінету Міністрів України від 12 червня 2020 року № 722-р «Про визначення адміністративних центрів та затвердження територій територіальних громад Рівненської області» увійшло до складу Дубровицької міської громадиНаселення становить 1037 осіб (2011).

## Назва
У минулому також згадується як Осів. Польською мовою згадується як Osowa, російською — як Осова.

## Географія
Осова — до 2020 року центр сільської ради, розташоване за 18 км від центру громади, за 20 км від залізничної станції Дубровиця, за 20 км від Володимирця. Через село проходить автошлях, який сполучає села Нивецьк, Підлісне.
Село з усіх сторін оточене мішаними та хвойними лісами. Також біля села є кілька боліт з унікальною флорою та фауною. Тваринний світ лісів різноманітний. Тут трапляються лосі, козулі, вовки та лисиці. Серед птахів можна побачити занесених до Червоної книги України чорного лелеку та сірого журавля.[джерело?]
Площа села — 1,12 км². Поблизу села протікає річка Бережанка. Згідно з дослідженням 2017 року, за яким оцінювалися масштаби антропогенної трансформації території Дубровицького району внаслідок несанкціонованого видобутку бурштину, екологічна ситуація села характеризувалася як «катастрофічна».

### Корисні копалини
Осова відома покладами поліського самоцвіту — бурштину. Цей камінь, утворений із смоли прадавніх дерев мільйони років тому, є неабиякою цінністю. Адже для регіону важливе, як його промислове використання, так і історичне значення (у бурштині часто трапляються «законсервовані» рештки тваринного і рослинного світу тих далеких часів). Водночас, висока вартість камення призводить до його масового розкрадання населенням, що завдає шкоду навколишньому середовищу.[джерело?]

### Клімат
Клімат у селі вологий континентальний («Dfb» за класифікацією кліматів Кеппена). Опадів 605 мм на рік. Найменша кількість опадів спостерігається в березні й сягає у середньому 28 мм. Найбільша кількість опадів випадає в червні — близько 86 мм. Різниця в опадах між сухими та вологими місяцями становить 58 мм. Пересічна температура січня — -5,6 °C, липня — 18,6 °C. Річна амплітуда температур становить 24,2 °C
| Клімат Осови                      | Клімат Осови | Клімат Осови | Клімат Осови | Клімат Осови | Клімат Осови | Клімат Осови | Клімат Осови | Клімат Осови | Клімат Осови | Клімат Осови | Клімат Осови | Клімат Осови | Клімат Осови |
| Показник                          | Січ.         | Лют.         | Бер.         | Квіт.        | Трав.        | Черв.        | Лип.         | Серп.        | Вер.         | Жовт.        | Лист.        | Груд.        | Рік          |
| Середній максимум, °C             | −2,6         | −1,4         | 3,4          | 12,3         | 19,2         | 22,9         | 23,9         | 23,0         | 18,3         | 11,8         | 4,8          | 0,0          | 11,3         |
| Середня температура, °C           | −5,6         | −4,6         | −0,3         | 7,4          | 13,7         | 17,5         | 18,6         | 17,5         | 13,3         | 7,8          | 2,3          | −2,5         | 7,1          |
| Середній мінімум, °C              | −8,5         | −7,7         | −3,9         | 2,6          | 8,2          | 12,1         | 13,3         | 12,1         | 8,3          | 3,8          | −0,2         | −5           | 2,9          |
| Норма опадів, мм                  | 36           | 30           | 28           | 41           | 57           | 86           | 80           | 64           | 57           | 44           | 41           | 41           | 605          |
| --------------------------------- | ------------ | ------------ | ------------ | ------------ | ------------ | ------------ | ------------ | ------------ | ------------ | ------------ | ------------ | ------------ | ------------ |
| Джерело: Climate-Data.org (англ.) |              |              |              |              |              |              |              |              |              |              |              |              |              |

## Історія
Село вперше згадується 1581 року. Під час повстання під проводом Богдана Хмельницького жителі Осової долучалися до знищення панських осель Село було відоме своїми бобровими гонами. До великої земельної власности Вишневецьких належало 1,455 десятин в Осовій.
До 1917 року село входило до складу Володимирецької волості Луцького повіту Російської імперії. Наприкінці XIX століття в Осовій налічувався 31 дім, проживало 212 осіб, містилася дерев'яна церква. У 1906 році село входило до складу Бережницької волості Луцького повіту Волинської губернії Російської імперії. У 1918—1920 роки нетривалий час перебувало в складі Української Народної Республіки.
У 1921—1939 роки входило до складу Польщі. У 1921 році село входило до складу гміни Бережниця Сарненського повіту Поліського воєводства Польської Республіки. 1930 року Сарненський повіт приєднаний до складу Волинського воєводства. У 1936 році входило до однойменної громади, до якої також належали колонія Острів та хутір Павлівка. З 1939 року — у складі Дубровицького району Рівненської області УРСР.
У роки Другої світової війни деякі мешканці села долучилися до української національно-визвольної боротьби. Загалом встановлено 47 жителів Осови, які брали участь у визвольних змаганнях, з них 21 загинув, 19 було репресовано. До радянської армії було мобілізовано і відправлено на фронт 121 жителя села.
Під час радянської мобілізації, яка проходила в три етапи, було відправлено на фронт 87 чоловік. 45 з них загинуло на фронтах німецько-радянської війни. 52 учасника німецько-радянської війни нагороджено орденами і медалями. На честь загиблих встановлено обеліск. У серпні 1944 року село зайняте військами Першого Українського фронту.[джерело?]
У 1947 році село Осова разом з хутором Острів підпорядковувалося Осівській сільській раді Дубровицького району Ровенської області УРСР. Рішенням Дубровицької райради депутатів трудящих від 17 червня 1950 року 16 господарств колгоспу ім. Будьонного села Осова були занесені у список «бандпособницьких» і підлягали вивозу за межі УРСР.
До 1965 року до Осови приєднано сусіднє село Зульня. За «Історією міст і сіл Української РСР» станом на 1973 рік у селі діяла восьмирічна школа, будинок культури, фельдшерсько-акушерський пункт, відділення зв'язку, містилася садиба колгоспу «Дружба».
Відповідно до прийнятої в грудні 1989 року постанови Ради Міністрів УРСР село занесене до переліку населених пунктів, які зазнали радіоактивного забруднення внаслідок аварії на Чорнобильській АЕС, жителям виплачувалася грошова допомога. Згідно з постановою Кабінету Міністрів Української РСР, ухваленою в липні 1991 року, село належало до зони гарантованого добровільного відселення.. На кінець 1993 року забруднення ґрунтів становило 1,17 Кі/км² (137Cs + 134Cs), молока — 1,9 мКі/л (137Cs + 134Cs), картоплі — 0,37 мКі/кг (137Cs + 134Cs), сумарна доза опромінення — 75 мбер, з якої: зовнішнього — 15 мбер, загальна від радіонуклідів — 60 мбер (з них Cs — 49 мбер).

## Населення
Станом на 1 січня 2011 року населення села становить 1037 осіб. Густота населення — 1004,46 особи/км².
За переписом населення Російської імперії 1897 року в слободі мешкало 724 особи, з них: 334 чоловіки та 390 жінок; 617 православних та 107 юдеїв Станом на 1906 рік у селі було 114 дворів та мешкало 762 особи.
Станом на 10 вересня 1921 року в селі налічувалося 133 будинки та 872 мешканці, з них: 444 чоловіки та 428 жінок; 849 православних та 23 юдеї; 849 українців та 23 євреї.
Згідно з переписом УРСР 1989 року чисельність наявного населення села становила 1095 осіб, з яких 524 чоловіки та 571 жінка. На кінець 1993 року в селі мешкало 1126 жителів, з них 286 — дітей.
За переписом населення України 2001 року в селі мешкало 1098 осіб.

### Мова
Розподіл населення за рідною мовою за даними перепису 2001 року:
| Мова       | Відсоток |
| ---------- | -------- |
| українська | 99,91 %  |
| російська  | 0,09 %   |

### Вікова і статева структура
Структура жителів села за віком і статтю (станом на 2011 рік):
| Вік   | Чоловіків | Жінок | Разом |
| ----- | --------- | ----- | ----- |
| 0-17  | 132       | 130   | 262   |
| 18-39 | 146       | 132   | 278   |
| 40-59 | 107       | 97    | 204   |
| 60+   | 115       | 178   | 293   |
| Разом | 500       | 537   | 1037  |

### Соціально-економічні показники
| Працездатне населення | Працездатне населення | Працездатне населення | Працездатне населення | Працездатне населення | Працездатне населення | Непрацездатне населення | Непрацездатне населення | Непрацездатне населення | Непрацездатне населення | Непрацездатне населення | Непрацездатне населення | Все населення |
| Чоловіки              | Чоловіки              | Жінки                 | Жінки                 | Разом                 | Разом                 | Чоловіки                | Чоловіки                | Жінки                   | Жінки                   | Разом                   | Разом                   | 1037          |
| ос.                   | %                     | ос.                   | %                     | ос.                   | %                     | ос.                     | %                       | ос.                     | %                       | ос.                     | %                       | 1037          |
| --------------------- | --------------------- | --------------------- | --------------------- | --------------------- | --------------------- | ----------------------- | ----------------------- | ----------------------- | ----------------------- | ----------------------- | ----------------------- | ------------- |
| 220                   | 22                    | 119                   | 11                    | 339                   | 33                    | 198                     | 20                      | 234                     | 22                      | 432                     | 42                      | 1037          |

| Зайняті  | Зайняті  | Зайняті | Зайняті | Зайняті | Зайняті | Безробітні | Безробітні | Безробітні | Безробітні | Безробітні | Безробітні | Все населення |
| Чоловіки | Чоловіки | Жінки   | Жінки   | Разом   | Разом   | Чоловіки   | Чоловіки   | Жінки      | Жінки      | Разом      | Разом      | 1037          |
| ос.      | %        | ос.     | %       | ос.     | %       | ос.        | %          | ос.        | %          | ос.        | %          | 1037          |
| -------- | -------- | ------- | ------- | ------- | ------- | ---------- | ---------- | ---------- | ---------- | ---------- | ---------- | ------------- |
| 92       | 9        | 55      | 5       | 147     | 14      | 112        | 11         | 80         | 7          | 192        | 18         | 1037          |

| Дорослі | Діти | Пенсіонери | Інваліди Німецько-радянської війни | Учасники бойових дій | Інваліди всіх груп і категорій | Люди, які обслуговуються служб. соц. допом. на дому | Неповні сім'ї | Діти з неповних сімей | Багатодітні сім'ї | Діти з багатодітних сімей | Діти-інваліди | Діти-сироти | Одинокі багатодітні матері |
| ------- | ---- | ---------- | ---------------------------------- | -------------------- | ------------------------------ | --------------------------------------------------- | ------------- | --------------------- | ----------------- | ------------------------- | ------------- | ----------- | -------------------------- |
| 766     | 283  | 375        | 3                                  | 4                    | 65                             | 20                                                  | 7             | 10                    | 45                | 175                       | 4             | -           | 2                          |

## Політика

### Органи влади
До 2020 місцеві органи влади були представлені Осівською сільською радою.

### Вибори
Село входить до виборчого округу № 155. У селі розташована виборча дільниця № 560280. Станом на 2011 рік кількість виборців становила 757 осіб.

## Культура
У селі працює Осівський сільський будинок культури на 313 місць. Діє Осовська публічно-шкільна бібліотека, книжковий фонд якої становлять 16 170 книг та яка має 25 місць для читання, 1 особу персоналу, кількість читачів — 507 осіб.

## Релігія
Список конфесійних громад станом на 2011 рік:
| Релігійна громада УПЦ КП                    | ПЦУ      | 1 лютого 1993   | 200 | Церква             | [ 36 ] |
| Релігійна громада УПЦ (Свято-Михайлівської) | УПЦ (МП) | 25 вересня 1991 | -   | -                  | [ 36 ] |
| Релігійна громада ХВЄ                       | ХВЄ      | 18 травня 1998  | 80  | Молитовний будинок | [ 36 ] |
| — православні, — протестантські.            |          |                 |     |                    |        |

## Освіта

Осівський НВК

У селі діє Осівська загальноосвітня школа І-ІІІ ступенів. У 2011 році в ній навчалося 187 учнів (із 220 розрахованих) та викладало 21 учитель.
У 1946 році була заснована Осівська школа як початкова. З 2010 року в школі працює група з короткотривалим перебуванням дітей 5-ти річного віку. Навчально-виховний процес для 186 учнів здійснюється в одну зміну в двоповерховому типовому приміщенні. У приміщенні школи розміщено 11 класних кімнат, комп'ютерний клас, їдальня, комбінована майстерня, спортивний зал, бібліотека, кімната медичної сестри. Навчально-виховний процес забезпечує 21 вчитель. Сайт школи http://osova.dubredu.rv.ua/. У центрі села височить обеліск загиблим односельчанам в роки німецько-радянської війни. На охороні здоров'я громади стоять медичні працівники: Легкого Віталія Володимировича, Ляшко Ольга Володимирівна, Легка Антоніна Йосипівна.
Осівську школу закінчив голова рівненського обласного осередку Всеукраїнського товариства охорони птахів, орнітолог, публіцист, фотограф Василь Ільчук.[джерело?]

## Інфраструктура
Наявне відділення поштового зв'язку.

## Особистості

### Народилися
- Ляшко Віктор Кирилович (нар. 1980) — український лікар, заступник міністра охорони здоров'я і головний державний санітарний лікар України (11.03.2020-20.05.2021). Міністр охорони здоров'я (з 20.05.2021 р.)

Місцеву школу закінчив письменник, журналіст, автор книги "Між двома вогнями" Віктор Ільчук

#### Книги
- Осова // Історія міст і сіл Української РСР. Ровенська область. — К. : Головна редакція УРЕ АН УРСР, 1973. — С. 291. — 15 000 прим.
- Населённые места Российской империи в 500 и более жителей : с указанием всего наличного в них населения и числа жителей преобладающих вероисповеданий по данным первой всеобщей переписи населения 1897 г / Тройницкий Н. А. — СПб, 1905. — 389 с. (рос.)

#### Офіційні дані та нормативно-правові акти
- Паспорт Дубровицького району (станом на 1 січня 2011 року) (doc). Дубровицька районна рада. Архів оригіналу за 10 лютий 2015. Процитовано 16 жовтня 2019.

#### Мапи
- Історичний Атлас України / Гол. ред. Л. Винар; Упорядн.: І. Тесля, Е. Тютько. Українське історичне товариство. — Монреаль; Нью-Йорк; Мюнхен, 1980. — 182 с.